# Denkmalgeschützte Objekte im Bezirk Wels-Land
Im Bezirk Wels-Land bestehen 140 denkmalgeschützte Objekte. Die unten angeführte Liste führt zu den Gemeindelisten und gibt die Anzahl der Objekte an.
| Gemeindeliste               | Objektanzahl |
| --------------------------- | ------------ |
| Aichkirchen                 | 2            |
| Bachmanning                 | 1            |
| Bad Wimsbach-Neydharting    | 10           |
| Buchkirchen                 | 4            |
| Eberstalzell                | 3            |
| Edt bei Lambach             | 1            |
| Fischlham                   | 9            |
| Gunskirchen                 | 6            |
| Holzhausen                  | 2            |
| Krenglbach                  | 2            |
| Lambach                     | 27           |
| Marchtrenk                  | 5            |
| Neukirchen bei Lambach      | 2            |
| Offenhausen                 | 5            |
| Pennewang                   | 5            |
| Pichl bei Wels              | 4            |
| Sattledt                    | 3            |
| Schleißheim                 | 5            |
| Sipbachzell                 | 1            |
| Stadl-Paura                 | 14           |
| Steinerkirchen an der Traun | 5            |
| Steinhaus                   | 8            |
| Thalheim bei Wels           | 14           |
| Weißkirchen an der Traun    | 3            |